# مايك روبرتس
مايك روبرتس (بالإنجليزية: Mike Roberts)‏ هو مهندس ومهندس الصوت ومنتج أسطوانات وملحن أمريكي، ولد في 3 أغسطس 1992 في سيراكيوز في الولايات المتحدة.

## وصلات خارجية
- مايك روبرتس على موقع ميوزك برينز (الإنجليزية)